# 拜勒加省
拜勒加省（阿拉伯语：محافظة البلقاء）是約旦的一個省份，位於該國西部約旦河注入死海處，西鄰以色列。面積1,119平方公里，2004年人口349,580人。首府薩勒特。下分5區。
1. ↑  . hdi.globaldatalab.org.   [2018-09-13]. （原始内容存档于2018-09-23） （英语）.